# Dismal Euphony
Dismal Euphony war eine Dark-Metal-Band aus Norwegen, die verschiedene Stile in ihrer Musik vereinten, unter anderem musikalische Elemente des Black Metal, Gothic Metal, Death Metal, traditionelle norwegische und Klassische Musik.

## Geschichte
1992 taten sich in Stavanger der Bassist Ole K. Helgesen und der Schlagzeuger Kristoffer „Austrheim“ Vold unter dem Namen „The Headless Children“ zusammen, die als Slayer- und Kreator-Coverband auftraten. Ein Jahr später kamen Sänger Erik Borgen und Gitarrist Kenneth Bergsagel hinzu. Daraufhin änderten sie ihren Namen zu Carnal Tomb. Unter diesem Namen wurde ihre Musik immer Black-Metal-lastiger. Sie schafften es allerdings nur einen einzigen Song aufzunehmen (Black Funeral).
Das erste offizielle Line-Up unter dem Namen Dismal Euphony bestand aus Helgesen (Bass/Gitarre/Gesang), Austrheim (Schlagzeug), Linn „Keltziva“ Achre Tveit (Gesang) und Elin Overskott (Keyboards).
1995 veröffentlichte Dismal Euphony ihr erstes Demo namens Spellbound. Das Demo weckte europaweit großes Interesse. Schon bald bekamen sie Angebote von Plattenfirmen wie Nocturnal Art Productions, Malicious Records und Napalm Records. Letztere erhielten den Zuschlag.
Sie veröffentlichten das Demo 1996 noch einmal – diesmal aber als EP. Das erste Album in voller Länge war Soria Moria Slott (1996). Frode Clausen übernahm 1997 als Studiomusiker den Bass.
Mit ihrem nächsten Album Autumn Leaves – The Rebellion of Tides weckten sie das Interesse von Metal Blade Records und Nuclear Blast. Nuclear Blast machte das Rennen. Anstelle von Keltziva stieß Anja Natasha als weibliche Sängerin zur Band. Auch Elin Overskott verließ die Band. 2004 verstarb sie an einer Überdosis Heroin.
Das erste Album beim neuen Label war All Little Devils, welches 1999 veröffentlicht wurde und von Waldemar Sorychta produziert wurde.
2000 wurde die EP Lady Ablaze veröffentlicht, welches Stücke von 1993 bis 1997 enthält.  Frode Clausen stieg nun endgültig als fester Bassist ein.
2001 kam dann ihr letztes Album Python Zero auf den Markt. Danach lösten sie sich auf.
Ole Helgesen nahm später unter dem Namen „Critical Mass“ drei Demosongs auf, die allerdings bis zum jetzigen Zeitpunkt nicht veröffentlicht wurden und auch nur für kurze Zeit im Internet zum Download bereitstanden.
Ebenso hielt es Kristoffer Vold mit seiner Band Mekanik, die eine Internetpräsenz haben und dort auch drei Demosongs zum Download bereithalten. Das neue Album soll im Dezember 2007 auf den Markt kommen. Seine neuste Band nennt sich Lydia Laska.
Frode Clausen ging zu Gehenna und Keltziva zu Desspo Halleluja, wo sie allerdings nur kurz eingespannt war. Ihre neue Band heißt Cat Call. Erlend Caspersen stieg 2006 bei Vile ein.

## Diskografie
- 1995: Spellbound (Demo)
- 1996: Dismal Euphony (EP)
- 1996: Soria Moria Slott (Album)
- 1997: Autumn Leaves – The Rebellion of Tides (Album)
- 1999: All Little Devils (Album)
- 2000: Lady Ablaze (EP)
- 2001: Python Zero (Album)